# أرت فيلان
أرت فيلان (بالإنجليزية: Art Phelan)‏ هو لاعب كرة قاعدة أمريكي، ولد في 14 أغسطس 1887 في نيانتيك في الولايات المتحدة، وتوفي في 27 ديسمبر 1964 في فورت وورث في الولايات المتحدة.

## وصلات خارجية
- أرت فيلان على موقعبيزبول رفرنس.كوم (الدوري الرئيسي) (الإنجليزية)